# Сучасна Україна
«Сучасна Україна» — двотижневик у Мюнхені (1951—1960); видавець Закордонне Представництво УГВР (1951—1956) та Українське товариство закордонних студій (1956—1960).
Головний редактор Володимир Стахів. У 1952—1955 «Сучасна Україна» мала окремі сторінки «Література, мистецтво, критика», а з липня 1955 до кінця 1960 з'являвся у тому ж видавництві місячник «Українська Літературна Газета» — за редакцією Івана Кошелівця та Юрія Лавріненка. 1955 — 60 виходили також окремі сторінки «Суспільство, економіка, соціальна політика» за редакцією К. Кононенка. Крім авторів середовища ЗП УГВР (Володимир Стахів, Лев і Дарія Ребет, Любомир Ортинський, Богдан Кордюк, Богдан Галайчук, Євген Штендера, Володимир Мартинець), в «Сучасній Україні» друкувалися Богдан Винар, Всеволод Голубничий, Євген Ґловінський, Ярослав Левицький, Ярослав Пеленський, С. Процюк та ін. При «Сучасній Україні» виходила «Мала політична бібліотека», в якій друкувалися праці Б. Галайчука, В. Голубничого, М. Прокопа, Л. Ребета; також «Мала літературна бібліотека».
На базі «Сучасної України» й «Української Літературної Газети» постав з січня 1961 журнал «Сучасність».